# 丙硫磷
丙硫磷是一种有机化合物，化学式为C11H15Cl2O2PS2，可用作杀虫剂。它在20世纪70年代开始在市场上出现，它可以杀灭螨虫和粉虱等咀嚼式昆虫而得到流行。但人们对它的毒性产生了担忧，并且更好的替代产品也进入了市场，它在21世纪被逐步淘汰。目前，它在亚洲和非洲的部分地区，仍用于害虫防治和农业保护。
根据欧盟委员会法规（EC）No 1107/2009，它未被批准作为植物保护产品的活性物质在欧盟使用。
它的LD50为875 mg/kg（口服）、3900 mg/kg（经皮）以及271 mg/m3（吸入）。